# Okres Węgorzewo
Okres Węgorzewo (polsky Powiat węgorzewski) je okres v polském Varmijsko-mazurském vojvodství u hranic s Ruskem. Rozlohu má 693,43 km² a v roce 2019 zde žilo 22 638 obyvatel. Sídlem správy okresu je město Węgorzewo.

## Gminy
Městsko-vesnická:
- Węgorzewo

Vesnické:
- Budry
- Pozezdrze

## Město
- Węgorzewo

## Sousední okresy
| Růžice kompasu | Kaliningrad | Kaliningrad     | Kaliningrad | Růžice kompasu |
| Růžice kompasu | Kętrzyn     | Sever           | Gołdap      | Růžice kompasu |
| Růžice kompasu | Kętrzyn     | Okres Węgorzewo | Gołdap      | Růžice kompasu |
| Růžice kompasu | Kętrzyn     | Jih             | Gołdap      | Růžice kompasu |
| Růžice kompasu | Kętrzyn     | Mrągowo         | Giżycko     | Růžice kompasu |